# Anterhynchium rufonigrum
Anterhynchium rufonigrum är en stekelart som beskrevs av Joseph Charles Bequaert 1918.
Anterhynchium rufonigrum ingår i släktet Anterhynchium och familjen Eumenidae. Inga underarter finns listade i Catalogue of Life.